# Venkatapuram
Venkatapuram es una ciudad censal situada en el distrito de Krishnagiri en el estado de Tamil Nadu (India). Su población es de 7430 habitantes (2011). Se encuentra a 20 km de Krishnagiri.

## Demografía
Según el censo de 2011 la población de Venkatapuram era de 7430 habitantes, de los cuales 3745 eran hombres y 3685 eran mujeres. Venkatapuram tiene una tasa media de alfabetización del 76,92%, inferior a la media estatal del 80,09%: la alfabetización masculina es del 83,84%, y la alfabetización femenina del 69,96%.